# Biatlo
O biatlo é uma competição individual que envolve dois desportos em simultâneo: esqui de corta-mato e tiro, com provas intercaladas durante toda a prova. A corrida de esqui possui em determinados pontos do trajeto estandes de tiro para que os concorrentes disparem com uma espingarda sobre cinco alvos estáticos, penalizando-se cada falha com a obrigatoriedade de correr 150 metros, ou adicionando um minuto ao total da prova, e ganhando finalmente o que totalize menos tempo.
A palavra biatlo vem do grego bi, que quer dizer dois/duas, junto com athlon que quer dizer competição.
Podemos dizer que o biatlo teve a sua origem por necessidade, já que os homens primitivos das geladas terras do norte da Europa tinham que ir caçar em lugares inóspitos sobre os esquis (ou seus equivalentes primitivos) e levando alguma arma no ombro. Com o tempo esta necessidade foi diminuindo e dando passo à versão esportiva do biatlo que conhecemos hoje.
Chamada de patrulha militar, a combinação de esqui e tiro foi disputada nos Jogos Olímpicos de Inverno de 1924 e depois demonstrada em 1928, 1936 e 1948, período durante o qual a Noruega e a Finlândia foram fortes competidores. Em 1948, o esporte foi reorganizado sob a "Union Internationale de Pentathlon Moderne e Biathlon" e foi aceito como esporte olímpico em 1955, com ampla popularidade nos circuitos de esportes de inverno soviéticos e suecos.
Há diversas provas e modalidades dentro do biatlo: individual, sprint, perseguição, revezamentos e saída em massa,tanto para homens e mulheres. 
Em alguns países, sobretudo do centro e norte da Europa, desde Noruega, Rússia, República Checa ou Alemanha o biatlo é bastante popular. 

## Individual

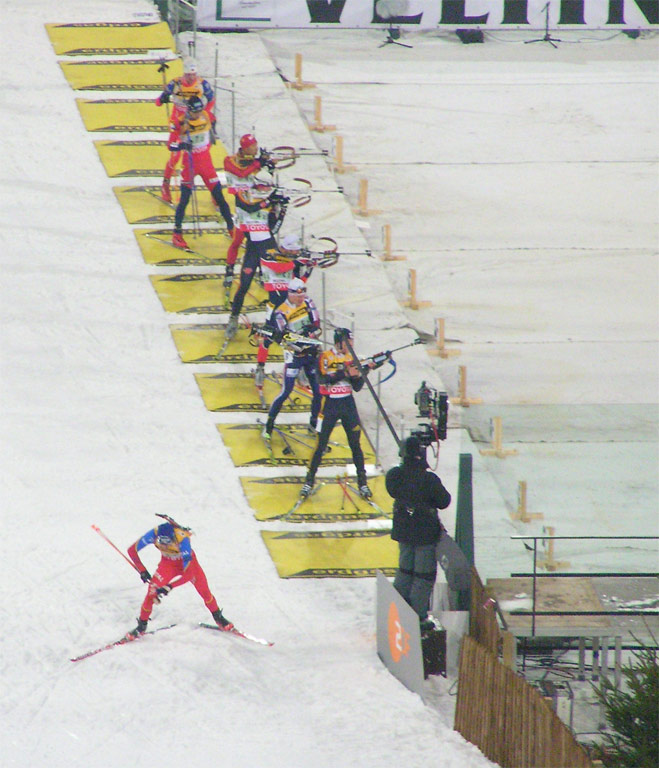
Atletas numa prova de biatlo, na posição de tiro

É a prova principal do biatlo. As mulheres esquiam 15 km e os homens 20. Os participantes saem em intervalos de 30 segundos (como num contra-relógio de ciclismo). No percurso há quatro estandes de tiro, sendo que dois são em pé e dois deitados e são alternados;Para cada erro o atleta é penalizado com um minuto no tempo total.

## Sprint

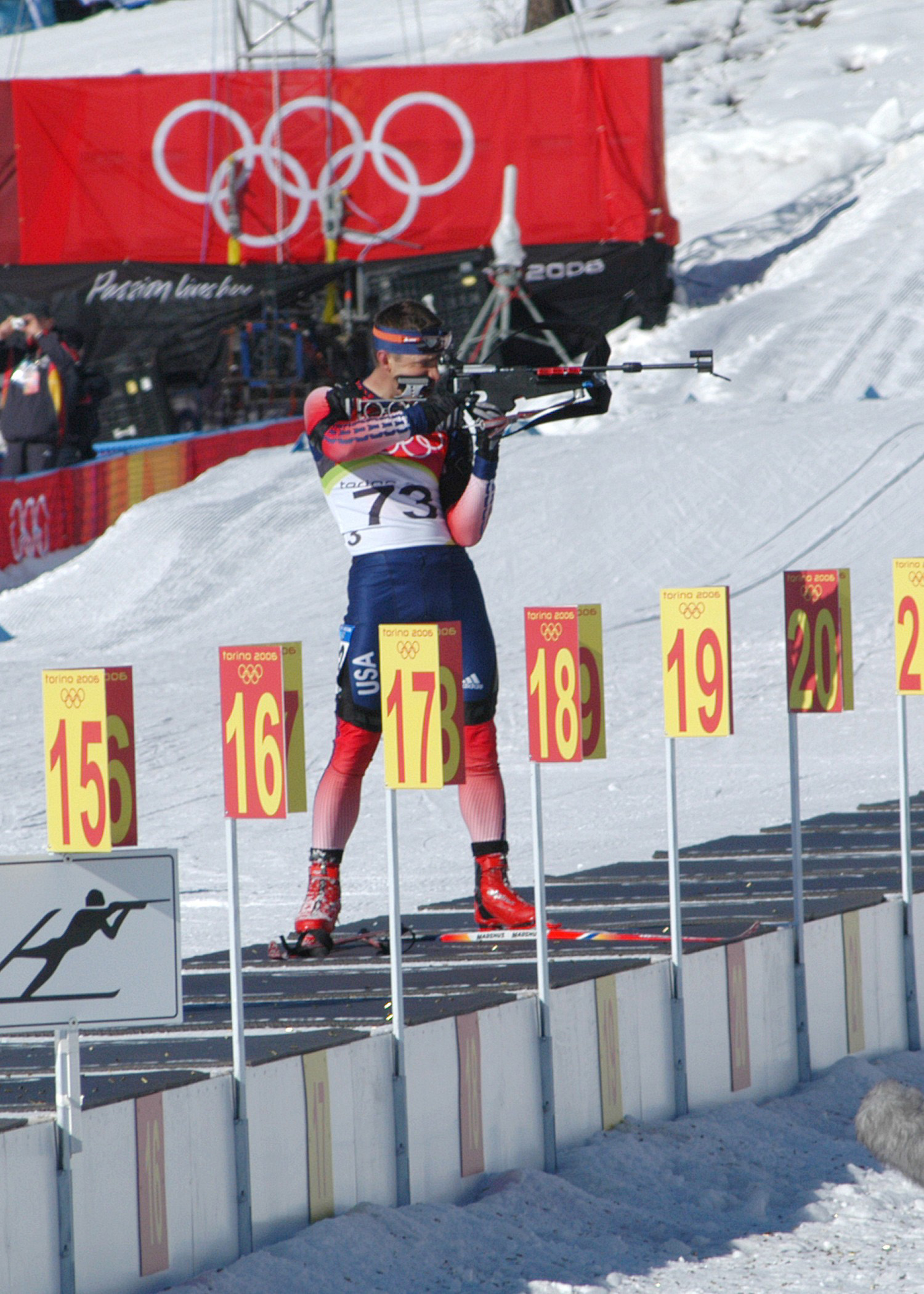
Atleta nos Jogos Olímpicos de Inverno de 2006

A prova feminina é de 7,5 km e a masculina de 10 km. É uma prova com 2 carreiras de tiro, onde os atletas saem de 30 em 30 segundos e dão três voltas no circuito. Depois das duas primeiras, param no posto de tiro e disparam para acertar nos cinco alvos brancos, primeiro deitados e depois de pé. Se falharem há a necessidade de percorrer 150 metros adicionais, para logo completar a terceira volta. Ganha o mais rápido.

## Perseguição
As mulheres fazem 10km e os homens 12,5. É uma prova com 4 oportunidades de tiro, onde os atletas saem com os tempos finais do sprint.

## Estafetas
Prova realizada por equipes de quatro biatletas, correndo cada um dos participantes 7,5 km na categoria masculina e 6 na feminina. Cada corredor tem que realizar duas paradas para tiro, cada uma sobre cinco alvos brancos para o que dispõem de oito balas. Para cada erro no tiro o atleta deve fazer o percurso de penalização de 150 metros e depois continuar a prova.

## Estafetas misto
Prova que mistura os dois gêneros de estafetas, com dois atletas de cada sexo. As mulheres se revezam por 6 km durante as 2 primeiras etapas. As etapas 3 e 4 são feitas por homens, que esquiam por 7,5km. 

## Saídas em massa
É uma prova com 4 oportunidades de tiro, onde os atletas saem em conjunto. Foi novidade nos Jogos Olímpicos de Inverno de 2006, tendo a prova masculina 15 km e a feminina 12,5.
Em todas as provas os biatletas devem levar a arma ao ombro e a técnica de esquiar é livre.